# Ligusticopsis glaucescens
Ligusticopsis glaucescens là một loài thực vật có hoa trong họ Hoa tán. Loài này được (H. Wolff) Lavrova & Kljuykov mô tả khoa học đầu tiên năm 1994.